# L'amore cambia
L'amore cambia è un brano musicale del cantante italiano Valerio Scanu, secondo singolo estratto dal suo terzo album, Parto da qui. Il singolo, pubblicato dalla casa discografica EMI e scritto da Alex Gaydou, è entrato in rotazione radiofonica il 14 gennaio 2011.
Il brano presenta un sound R&B e si discosta dal genere prevalentemente pop del cantante.

## Il video
Il video musicale, per la regia di Paolo Marchione, è stato pubblicato il 22 gennaio 2011 sul sito del Corriere della Sera. Il video, girato a Roma il 5 gennaio 2011, mostra varie scene di una festa in una discoteca romana.
Nel video sono presenti dei fan del cantante, scelti grazie ad un casting partito dalla pagina Facebook dell'artista. Visto l'ottimo riscontro dell'iniziativa, i fan esclusi dal video ufficiale ne hanno girato una Fan Version.

## Tracce
Download digitale
1. L'amore cambia - 3:24  (Alex Gaydou)

## Classifiche
| Classifica (2011) | Posizione massima |
| ----------------- | ----------------- |
| Italia            | 58                |